# Демон смерти
«Демон смерти» (англ. «Grim Reaper») — фильм, триллер режиссёра Майкла Фейфера. Слоган фильма «Death always has the last word» («Последнее слово всегда за смертью»). Фильм вышел сразу на видео 16 января 2007 года. Рейтинг MPAA: детям до 17 лет обязательно присутствие родителей.

## Сюжет
Рэйчел случайно избегает смерти и попадает в больницу, но старуха с косой продолжает за ней охотиться, так как у неё есть планы на душу Рэйчел.

## В ролях
| Актёр          | Роль          |
| -------------- | ------------- |
| Чериш Ли       | Рэйчел Уилсон |
| Бренд Фидлер   | доктор Браун  |
| Ник Мэтис      | Ник           |
| Ребека Брандес | Кейт          |
| Тёрия Даун     | Тиа           |
| Питер Биссон   | Пит           |
| Кая Коли       | Карен         |
| Адам Фортрин   | Смерть        |